# Reinhard Waltenberger
Reinhard Waltenberger (* 23. Juli 1957) ist ein ehemaliger österreichischer Radrennfahrer und nationaler Meister im Radsport.

## Sportliche Laufbahn
Waltenberger war Spezialist für Querfeldeinrennen (heutige Bezeichnung Cyclosport). 1979 gewann er seinen ersten nationalen Titel in dieser Disziplin vor Christian Glaner. 1980 bis 1983 und 1986 gewann er den Titel erneut. Vize-Meister wurde er 1984 und 1985 hinter Hermann Mandler, 1976 wurde er Dritter. Mehrfach startete er bei den UCI-Cyclocross-Weltmeisterschaften. Der 36. Platz 1984 war dabei sein bestes Ergebnis.
Im Straßenradsport konnte er 1978 Dritter im Etappenrennen Uniqa Classic werden. 1981 wurde er beim Sieg von Christian Pail Zweiter. 1983 holte er einen Etappensieg in der Österreich-Rundfahrt.